# Callogorgia pseudoflabellum
Callogorgia pseudoflabellum is een zachte koraalsoort uit de familie Primnoidae. De koraalsoort komt uit het geslacht Callogorgia. Callogorgia pseudoflabellum werd in 1949 voor het eerst wetenschappelijk beschreven door Bayer. 